# Генерал Делла Ровере
«Генерал Делла Ровере» (італ. Il generale Della Rovere) — італо-французька воєнна драма 1959 року, поставлена режисером Роберто Росселліні з Вітторіо Де Сікою в головній ролі. За основу сценарію стрічки взято роман Індро Монтанеллі. Світова прем'єра стрічки відбулася 3 серпня 1959 року на Венеційському міжнародному кінофестивалі, де вона здобула головний фестивальних приз — «Золотий лев» .

## Сюжет
Дія фільму відбувається в Генуї наприкінці Другої світової війни. Емануеле Бардоне — гравець і шахрай, що видає себе за полковника Грімальді, щоб простіше входити в довіру до людей. Він бере гроші у родичів заарештованих німцями людей, нібито щоб допомогти їм уникнути відправки до Німеччини або вийти на свободу. Коли Бардоне ловлять на місці злочину, німецький полковник Мюллер пропонує йому зіграти роль генерала Делла Ровере, лідера італійських партизанів-антифашистів, убитого під час облави. Бардоне погоджується і вирушає до в'язниці, де його присутність, як очікується, повинна сприяти виявленню підпільної мережі. Проте в нових умовах особистість злодія зазнає несподіваної трансформації.

## У ролях
| • Вітторіо Де Сіка  | … | Вітторіо Емануеле Бардоне, відомий як «Грімальді» |
| • Ганнес Мессемер   | … | полковник СС Мюллер                               |
| • Вітторіо Капріолі | … | Аристид Б'янкеллі                                 |
| • Сандра Міло       | … | Валерія                                           |
| • Джованна Раллі    | … | Ольга                                             |
| • Анне Вернон       | … | К'яра Фассіо                                      |
| • Джузеппе Россетті | … | П'єтро Валері                                     |
| • Курт Зелге        | … | Шранц                                             |
| • Франко Інтерленгі | … | Антоніо Паскуалі                                  |
| • Іво Гаррані       | … | головний партизан                                 |

## Знімальна група
- Автори сценарію — Індро Монтанеллі, Серджо Амідеї, Дієго Фаббрі, Роберто Росселліні
- Режисер-постановник — Роберто Росселліні
- Продюсери — Моріс Ергас, Ален Пуаре (в титрах відсутній)
- Оператор — Карло Карліні
- Композитор — Ренцо Росселліні
- Монтаж — Чезаре Каванья, Анна Марія Монтанарі
- Художник-постановник — П'єро Цуффі
- Художники-декоратори — Франческо Ч'ярлетта, Еліо Костанці
- Художник по костюмах — П'єро Цуффі
- Звукорежисер — Олівіо Дель Гранжде

## Нагороди та номінації
| Список нагород та номінацій               | Список нагород та номінацій | Список нагород та номінацій                                   | Список нагород та номінацій                                      | Список нагород та номінацій | Список нагород та номінацій |
| Кінопремія                                | Дата церемонії              | Категорія                                                     | Номінант(и)                                                      | Результат                   | Дж                          |
| ----------------------------------------- | --------------------------- | ------------------------------------------------------------- | ---------------------------------------------------------------- | --------------------------- | --------------------------- |
| Венеційський міжнародний кінофестиваль    | 1959                        | Золотий лев                                                   | Генерал Делла Ровере                                             | Перемога                    |                             |
| Венеційський міжнародний кінофестиваль    | 1959                        | Приз Міжнародної Католицької організації в царині кіно (OCIC) | Роберто Росселліні                                               | Перемога                    |                             |
| Венеційський міжнародний кінофестиваль    | 1959                        | Спеціальна згадка журі (за акторську гру)                     | Ганнес Мессемер                                                  | Перемога                    |                             |
| Міжнародний кінофестиваль у Сан-Франциско | 1959                        | Золоті ворота за найкращий фільм                              | Генерал Делла Ровере                                             | Перемога                    |                             |
| Міжнародний кінофестиваль у Сан-Франциско | 1959                        | Найкращий режисер                                             | Роберто Росселліні                                               | Перемога                    |                             |
| Міжнародний кінофестиваль у Сан-Франциско | 1959                        | Найкращий актор                                               | Вітторіо Де Сіка                                                 | Перемога                    |                             |
| Міжнародний кінофестиваль у Сан-Франциско | 1959                        | Найкращий актор другого плану                                 | Ганнес Мессемер                                                  | Перемога                    |                             |
| Міжнародний кінофестиваль у Сан-Франциско | 1959                        | Найкращий сценарій                                            | Індро Монтанеллі, Серджо Амідеї, Дієго Фаббрі, Роберто Росселіні | Перемога                    |                             |
| Премія «Давид ді Донателло»               | 1960                        | Найкраща продукція                                            | Генерал Делла Ровере                                             | Перемога                    |                             |
| Премія «Золотий глобус» (Італія)          | 1960                        | Найкращий фільм                                               | Генерал Делла Ровере                                             | Перемога                    |                             |
| Премія «Срібна стрічка»                   | 1960                        | Найкращий режисер                                             | Роберто Росселліні                                               | Перемога                    |                             |
| Премія «Срібна стрічка»                   | 1960                        | Найкращий актор                                               | Вітторіо Де Сіка                                                 | Номінація                   |                             |
| Премія «Срібна стрічка»                   | 1960                        | Найкращий актор другого плану                                 | Вітторіо Капріолі                                                | Номінація                   |                             |
| Премія «Срібна стрічка»                   | 1960                        | Найкращий продюсер                                            | Моріс Ергас                                                      | Номінація                   |                             |
| Премія «Срібна стрічка»                   | 1960                        | Найкращий сценарій                                            | Індро Монтанеллі, Серджо Амідеї, Дієго Фаббрі                    | Номінація                   |                             |
| Національна рада кінокритиків США         | 1960                        | ТОП іноземних фільмів                                         | Генерал Делла Ровере                                             | Перемога                    |                             |
| Премія «Сан Жорді»                        | 1960                        | Найкращий іноземний фільм                                     | Генерал Делла Ровере                                             | Перемога                    |                             |
| Премія Оскар                              | 1962                        | Найкращий сценарій                                            | Індро Монтанеллі, Серджо Амідеї, Дієго Фаббрі                    | Номінація                   |                             |